# Boki.b

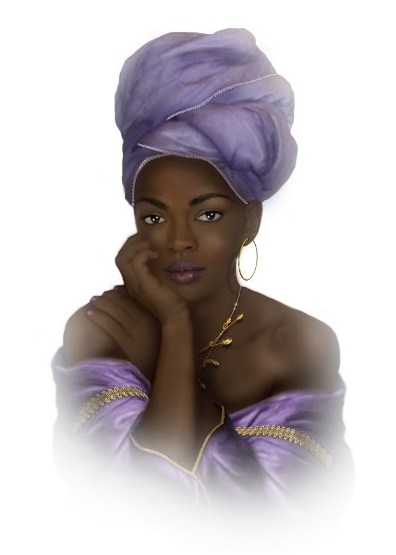
Lauryn Hill by boki.b

boki.b (* 24. Februar 1983 als Boris Budisa in Banja Luka, Bosnien und Herzegowina) ist ein in Wien lebender Künstler (Maler, Grafiker und Autor), der durch das offizielle Tourplakat der kanadischen Sängerin Allison Crowe und die Zusammenarbeit mit Mann Izawa, dem Erfinder der japanischen Manga-Reihe Georgie, und Yumiko Igarashi internationale Bekanntheit erlangte.
2006 verfasste er das DVD-Booklet für die japanische TV-Serie Lady Georgie für den deutschsprachigen Raum. 2008 fertigte er offizielle Musikillustrationen für internationale Künstler wie Allison Crowe, Giorgia Fumanti oder auch Alicia Keys an.
Im Mai 2008 fand Budisas erste Vernissage unter dem Titel I draw because I'm happy, I draw because I'm free statt. Tradigital nennt er seine Verbindung zwischen traditioneller und digitaler Malerei.
Im Oktober selben Jahres fand die zweite Ausstellung Spin, world in Wien statt, das Werke wie the seduction of maria zeigte, das an Sandro Botticellis Werk Die Geburt der Venus angelehnt ist, und andere gesellschaftskritische und popkulturelle Darbietungen. Er trat außerdem zwei Mal gemeinsam mit Allison Crowe bei ihrem Konzert in Wien auf und war bei vielen Conventions, wie z. B. Vienna Comix als Gast eingeladen.
Seit 2015 ist er auch als Autor und Illustrator von Kinderbüchern und als Comiczeichner tätig.
Mit seiner Arbeit unterstützte er die Hilfsorganisationen WWF und Keep a Child Alive von Alicia Keys.
Budisa spricht fließend Deutsch, Englisch, Spanisch, Kroatisch, Bosnisch und Serbisch.